# Ігнатенко Володимир Миколайович
Володимир Миколайович Ігнатенко (нар. 12 жовтня 1949, Костянтинівка, Донецька область, УРСР) — радянський український футболіст та тренер.

## Кар'єра гравця
У сезоні 1994/95 років захищав кольори клубу «Донбаскрафт» (Краматорськ), в складі якої зіграв 3 матчі.

## Кар'єра тренера
Розпочав тренерську кар'єру по завершенні кар'єри гравця. Спочатку працював у ДЮСШ Костянтинівки. Серед його вихованців такі відомі футболісти — Євген Левченко, Дмитро Молдован, Володимир Алдошин. Тренував також місцеві аматорські колективи. З 1992 по липень 1993 року тренував «Шахтар-2». З травня по червень 2004 року очолював вінницьку «Ниву». Пізніше він тривалий період часу допомагав Віктору Грачову тренувати «Конті» (Костянтинівка). Після розформування «Конті» очолив футбольну команду Костянтинівського Професіонального Ліцею.